# Karl Georg Schillings
Karl Georg Josef Schillings, född den 11 december 1865, död den 29 januari 1921 i Berlin, var en tysk biolog och djurskyddsvän, bror till Max von Schillings.
Schillings reste 1896-97, 1899-1900, 1902 och 1903-04 i nuvarande Tanzania, Masaistäppen, och hemförde därifrån stora zoologiska samlingar av därvarande rika djurliv, företrädesvis storvilt, vilka kommit flera tyska museer till godo, men företrädesvis Museum für Naturkunde i Berlin. Högst intressanta är hans fotografier av de större djurens liv (kattdjur, elefanter, noshörningar och flodhästar), som han tog medelst teleapparat om dagen och blixtljus nattetid. 
Som tyska regeringens sakkunnige deltog Schillings i den internationella kongressen för djurens i Afrika skydd. Han har skrivit bland annat Mit Blitzlicht und Büchse (1905, flera upplagor), med omkring 300 fotografier, och Der Zauber des Eleléscho (1906), Die Tragödie des Paradiesvogels und des Edelreihers (1911) samt många skrifter i djurskyddsfrågan.